# ARPEGIO (urbanismo)
Áreas de Promoción Empresarial con Gestión Industrial Organizada, S. A., más conocida como ARPEGIO, es una empresa pública perteneciente a la Comunidad de Madrid. Dedicada a la compra y gestión del suelo, sus objetivos son las de llevar a cabo estrategias territoriales como las de la Ciudad de la Imagen, en Pozuelo de Alarcón; el Parque Empresarial de Las Rozas; el área de centralidad de Alcorcón; y una serie de Programas de Actuación Urbanística (PAU) en Getafe, Leganés y Pinto, entre otras zonas de la Comunidad de Madrid.